# Federazione cestistica della Germania dell'Est
La Federazione cestistica della Germania dell'Est è stato l'organo che ha controllato e organizzato la pallacanestro nella Germania orientale. Gestiva il campionato e le nazionali maschile e femminile.